# Sennevoy-le-Bas
Sennevoy-le-Bas – miejscowość i gmina we Francji, w regionie Burgundia-Franche-Comté, w departamencie Yonne.
Według danych na rok 1990 gminę zamieszkiwało 109 osób, a gęstość zaludnienia wynosiła 13 osób/km² (wśród 2044 gmin Burgundii Sennevoy-le-Bas plasuje się na 801. miejscu pod względem liczby ludności, natomiast pod względem powierzchni na miejscu 1024.).